# Humanistyka cyfrowa
Humanistyka cyfrowa – szeroki obszar aktywności naukowej, w której wykorzystuje się źródła, metody i narzędzia cyfrowe do prowadzenia badań, publikowania wyników i budowania infrastruktury badawczej w różnorodnych dyscyplinach humanistycznych i społecznych. Humanistyka cyfrowa to aktywności na przecięciu technik obliczeniowych i zasobów humanistycznych. Materiały, które podlegają opracowaniu i badaniu mogą być analogowe i zdigitalizowane lub w pierwotnej postaci cyfrowej. Ich integracja z narzędziami obliczeniowymi zależy od wyborów dokonywanych na każdym etapie planowania projektu badawczego.
Problemy z wypracowaniem jednoznacznej i powszechnie akceptowanej definicji cyfrowej humanistyki doczekały się wielu opracowań, jednak, jak stwierdził Matthew Kirschenbaum, „nigdy nie dowiemy się, czym humanistyka cyfrowa «jest», ponieważ nie chcemy tego wiedzieć, ani nie jest to dla nas użyteczne”. Według niego pojęcie cyfrowej humanistyki ma być rozwiązaniem problemu braku innych, bardziej precyzyjnych pojęć, i odwoływać się nie tyle do teorii, co do praktyki badawczej.  

## Metody cyfrowej humanistyki
Do metod cyfrowej humanistyki należą m.in. badania korpusowe, metody przetwarzania języka naturalnego, analiza sieciowa, edycje cyfrowe, czytanie zdystansowane, text mining, wizualizacja danych, mapy cyfrowe (systemy informacji geograficznej), przetwarzanie obrazów cyfrowych, archiwistyka stron internetowych, fotogrametria. Przykładem wdrożenia metod cyfrowych do tradycyjnych kierunków badań humanistycznych jest np. cyfrowa paleografia  czy lingwistyka kwantytatywna, która dopiero dzięki zasobom i metodom cyfrowym mogła podjąć problem automatycznego wyznaczania struktury semantycznych.
Rozwój cyfrowej humanistyki ograniczają znaczne koszty infrastruktury cyfrowej, kompetencje badaczy, dostępność źródeł i danych oraz przepisy prawa autorskiego. Dostęp do infrastruktury i narzędzi jest, jak przekonuje Joris van Zundert, wtórny wobec koncepcji badań - sama technologia nie jest w stanie być źródłem innowacji w humanistyce.

## Humanistyka cyfrowa w Polsce
Pierwsza konferencja naukowa poświęcona humanistyce cyfrowej w Polsce pt.: „Zwrot cyfrowy w humanistyce” odbyła się 25–26 listopada 2012 roku w Lublinie. Organizatorami przedsięwzięcia byli Instytut Kulturoznawstwa Uniwersytetu Marii Curie-Skłodowskiej oraz Uniwersyteckie Centrum Zdalnego Nauczania i Kursów Otwartych UMCS. Owocem konferencji był ebook dostępny na jednej z wolnych licencji Creative Commons. Równoległym wydarzeniem towarzyszącym konferencji był THATCamp, zorganizowany przez Teatr NN i portal Historia i Media.
Według danych za 2014 rok w Polsce realizowano około 80 projektów naukowych cyfrowej humanistyki.